# الکساندر شولتس
الکساندر شولتس (انگلیسی: Alexander Scholz؛ زادهٔ ۲۴ اکتبر ۱۹۹۲) بازیکن فوتبال اهل دانمارک است.
از باشگاه‌هایی که در آن بازی کرده‌است می‌توان به باشگاه فوتبال لوکرن اوست والاندرن، باشگاه فوتبال استاندارد لیژ، باشگاه فوتبال وایله بلدکلوب، و باشگاه فوتبال میتیولن اشاره کرد.